# Christopher Luxon
Pour les articles homonymes, voir Luxon.
Christopher Luxon, né le 19 juillet 1970 à Christchurch, est un homme d'affaires et homme d'État néo-zélandais, Premier ministre depuis le 27 novembre 2023.
Après une longue carrière à l'étranger au sein de la multinationale britannico-néerlandaise Unilever, il est PDG d'Air New Zealand de 2012 à 2019. Il choisit ensuite de faire carrière dans la politique, devenant député en 2020, puis chef du Parti national en 2021. Il remporte les élections législatives de 2023 et devient Premier ministre.

## Biographie

### Jeunesse
Christopher Mark Luxon est l'aîné de trois enfants. Il grandit dans une famille relativement modeste, où son père est agent commercial et sa mère quitte son emploi de réceptionniste pour élever les enfants. Ceux-ci sont d'abord élevés dans la foi catholique romaine et scolarisés dans des écoles catholiques, avant que leurs parents ne se convertissent au protestantisme. Durant son enseignement secondaire, Chris Luxon travaille le soir à McDonald's, et sa vie sociale « s'articule autour de groupes de jeunes affiliés à l'église baptiste d'Avonhead », dans la banlieue de Christchurch. Il y rencontre sa future épouse, et il demeure à ce jour chrétien évangélique, tout en présentant sa foi comme « personnelle » et pleinement distincte de ses idées politiques,.

### Formation et carrière en entreprise
Première personne de sa famille à aller à l'université, Christopher Luxon étudie le commerce à l'université de Canterbury, et travaille dans le même temps comme portier d'hôtel pour financer ses études. Il obtient en 1992 un diplôme de Master en Administration des entreprises, et trouve un emploi dans le management à l'entreprise Unilever. Il travaille pour la compagnie à Auckland puis à Wellington, Sydney, Londres, Chicago, Toronto (comme président de la branche canadienne de l'entreprise) et New York. Son épouse et lui souhaitant que leurs enfants connaissent la Nouvelle-Zélande et ne soient pas élevés dans une culture américaine qu'ils jugent trop « égocentrique », ils retournent en 2011, après 20 années à l'étranger, vivre en Nouvelle-Zélande, où Chris Luxon prend la tête des opérations internationales de la compagnie Air New Zealand. En 2012, il devient directeur général de la compagnie. À ce poste, Luxon accroît les congés parentaux payés pour les employés et introduit un congé payé pour les victimes de violences conjugales. Un responsable syndical le décrit comme charismatique, énergique, soucieux avant tout d'accroître les profits des investisseurs mais s'intéressant également au bien-être des employés,,.

### Député
Comme directeur général d'Air New Zealand, Christopher Luxon tisse des relations personnelles avec le Premier ministre John Key et la vice-Première ministre Paula Bennett. S'accordant à leur vision libérale d'un État au rôle économique restreint, de baisses d'impôts et d'un filet de sécurité sociale pour les plus démunis, ainsi que d'une ouverture de la Nouvelle-Zélande aux marchés internationaux et à la mondialisation, et d'une célébration du multiculturalisme, il rejoint le Parti national, quitte Air New Zealand en 2019 et est élu député de la circonscription de Botany (dans le sud d'Auckland) à la Chambre des représentants aux élections législatives de 2020, qui sont une déroute pour le Parti national. En novembre 2021, il succède à Judith Collins comme chef du parti,.

### Élections législatives de 2023
Christopher Luxon mène le parti aux élections législatives de 2023, faisant campagne sur la promesse d'accroître la croissance économique, baisser les impôts, diminuer les dépenses publiques et la dette et réduire le coût de la vie. Bien que chrétien conservateur et « pro-vie » revendiqué, il s'est engagé à ne pas revenir sur la dépénalisation de l'avortement. Son profil de patron multimillionnaire, son « jargon très entrepreneurial » et sa longue carrière à l'étranger semblent l'avoir plutôt favorisé dans une campagne dominée par la question de la relance économique. Le Parti national remporte les élections en obtenant une majorité relative de cinquante sièges. 

### Premier ministre
Après avoir formé une coalition avec les partis Nouvelle-Zélande d'abord (nationaliste) et ACT (libertarien) pour disposer d'une majorité, Christopher Luxon est investi Premier ministre le 27 novembre 2023. Son gouvernement est considéré comme le plus à droite depuis les années 1990. La coalition au pouvoir s'est engagée à réduire la taille du secteur public, à abroger les négociations collectives sectorielles, à réduire les impôts des propriétaires, à affaiblir les droits des locataires et à réintroduire l'exploration pétrolière et gazière en mer. Il envisage une redéfinition du traité de Waitangi, le document constitutionnel fondateur de la Nouvelle-Zélande, au détriment des droits des Maoris, ce qui provoque des manifestations début décembre. Il se donne également pour objectif de limiter drastiquement l'usage de la langue maorie par les autorités publiques, de démanteler l'autorité de santé maorie ou encore de supprimer la cogestion des services publics. 
Luxon annonce vouloir consacrer les trois premiers mois de son mandat à supprimer la plus grande partie de l’héritage du gouvernement de Jacinda Ardern. Le plan anti-tabac, adopté en 2022 par le gouvernement travailliste, est supprimé afin de récupérer des fonds pour financer des baisses d'impôts. Ce texte prévoyait d'abaisser significativement la teneur en nicotine des cigarettes afin d'éviter les addictions, d'augmenter progressivement l'âge minimal d'accès au tabac et de réduire le nombre de points de vente. Le gouvernement conservateur dénonce « la baisse significative des revenus de l’État » qu'aurait entraîné l'application de cette réforme, tandis que les experts en santé publique lui demandent de la rétablir. 
Christopher Luxon prévoit d'abandonner la politique de lutte contre le réchauffement climatique, notamment en annulant les hausses de taxe sur les carburants, en arrêtant les aides à l'acquisition de véhicules propres et en autorisant la reprise de l'exploration et l'exploitation du pétrole et du gaz.
Se présentant comme un « républicain modéré », Christopher Luxon se déclare « à l'aise » avec le système politique actuel de la Nouvelle-Zélande, estimant que la monarchie apporte une « stabilité incroyable » au pays, et écarte l'hypothèse d'une transition républicaine sous son mandat,.